# Louise Pagenkopf
Louise Elisabeth Wilhelmine Pagenkopf (* 3. März 1856 in Fürstenberg (Mecklenburg); † 30. März 1922 in Berlin) war eine deutsche Stillleben-, Landschafts- und Blumenmalerin.

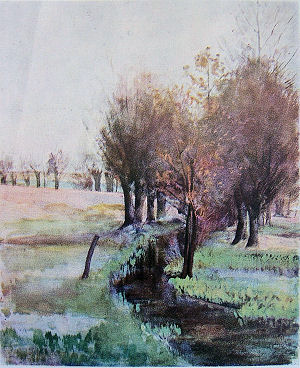
Aquarell April

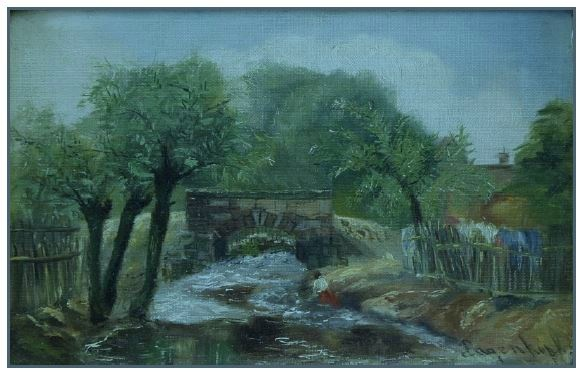
Öl auf Leinwand Wäscherin

## Leben
Louise Pagenkopf wurde als Tochter des Kaufmanns Carl Pagenkopf und dessen Frau Auguste, geb. Rogge, in der damals zu Mecklenburg-Strelitz gehörenden mecklenburgischen Landstadt Fürstenberg geboren und verlebte dort prägende Jahre ihrer Kindheit und Jugend.
Ab 1871 lebte Louise in Berlin. Dort studierte sie an der Königlichen Kunstschule und an der Kunstgewerbeschule desGewerbemuseums. Sie war Schülerin von Robert Warthmüller, Walter Leistikow und Walter Moras. Von 1894 bis 1899 war sie auf Reisen in Süddeutschland, Italien, Paris (1895/96) und der französischsprachigen Schweiz. Sie war Mitglied des Künstlerinnenvereins in Berlin und des Verbandes der Bildenden Künstler (VdBK) von 1892 bis 1916 und gehörte zum Kreis um Walter Leistikow. Ein Pseudonym war Louise Broomans.
Ausstellungen: Berlin (u. a. Secession, Gedächtnisausstellung Walter Leistikow), VdBK (1867): 1898, 1904
Ihre Landschaftsaquarelle wurden in zeitgenössischen Rezensionen aufgrund der Leichtigkeit ihres Stils hervorgehoben. Das 1927 in den Mecklenburgischen Monatsheften in einem Farbdruck veröffentlichte Aquarell April wird folgendermaßen beschrieben: „Als zarte Landschaftsstimmung aus den ersten Tagen des April …, die ganze Leichtigkeit des Originals weht uns entgegen.“